# Anorexia (síntoma)
En medicina, el término anorexia (del griego αν- (an-), es un prefijo que denota falta, y όρεξη (orexe), apetito) se emplea para describir la inapetencia o falta de apetito que puede ocurrir en circunstancias muy diversas, tales como estados febriles, enfermedades generales y digestivas o simplemente en situaciones transitorias de la vida cotidiana. La anorexia es, por lo tanto, un síntoma que puede aparecer en muchas enfermedades y no una enfermedad en sí misma.

## Causas
Algunas causas incluyen: 
- Náuseas
- Anorexia nerviosa
- Depresión
- Ansiedad
- Psicosis
- Problemas digestivos
- Gastroparesia
- Estreñimiento
- Gripe
- Cáncer
- Quimioterapia
- Hipotiroidismo
- Gastritis
- Pancreatitis
- Hepatitis
- Enfermedad renal crónica
- Enfermedad de Addison
- VIH/sida
- Drogas (anfetaminas, cocaína, heroína, etc.)
- Síndrome de abstinencia del cannabis
- Síndrome de abstinencia del alcohol
- Síndrome de abstinencia de las benzodiazepinas

## Diagnóstico diferencial

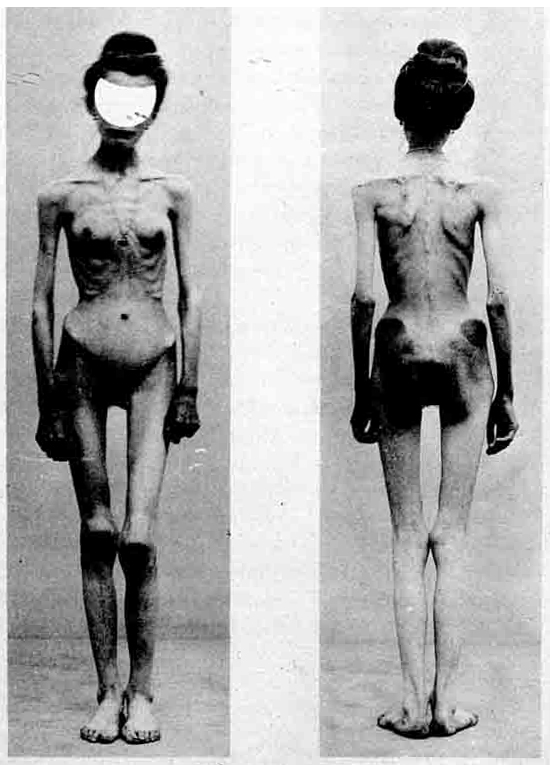
Mujer anoréxica, fotografía médica, 1900.

No debe confundirse con la anorexia nerviosa, que por el contrario, no es un síntoma sino un trastorno alimenticio, específico caracterizada por una pérdida autoinducida de peso acompañada por una distorsión de la imagen corporal y puede tener consecuencias muy graves para la salud de quien la sufre.